# Медресе Ахмаджона Постиндоза
Медресе Ахмаджона Постиндоза (узб. Ahmadjon Poʻstindoʻz madrasasi) — утраченное здание медресе в Бухарской области (Узбекистан). Здание медресе было построено в 1705 году и передано под медресе в XIX веке.

## История
Здание медресе Ахмаджона Постиндоза было построено в районе Асирий в 1705 году. В XIX веке во времена правления бухарского эмира Насруллы (1826—1860 года) здание было передано под медресе Домулла Ахмаджоном ибн мулла Авазжон.
Исследователь исламской архитектуры Бухары Абдусаттор Джуманазаров, изучил ряд вакфных документов, относящихся к истории этого медресе. Он сообщает, что перед медресе Домулла Ахмаджон также построил мактеб (исламскую школу) из обожженного кирпича, которое было отделано ганчем. Он также позаботился о функционировании и достатке медресе, выделив 363 танобов (земельный участок), в качестве вакфа, на севере от Бухары, баню в Чорбоги-Олия и три магазина в махалле Асирий. В медресе каждую пятницу имам и учитель трижды читали суру «Ихлас» («Ixlos»), посвящённую основателю медресе Домулла Ахмаджону.
В каждой комнате медресе Ахмаджона Постиндоза размещалось по два студента. Многие известные преподаватели Бухары работали в этом медресе, которые преподаватели стандартные предметы для исламского учебного заведения. По некоторым сведениям медресе Ахмаджона Постиндоза делилось на девять комнат для студентов и одного общего зала для занятий, а также имело небольшую мечеть и айван. Медресе было построено из жженого кирпича, дерева, камня и ганча.